# Paul Maryllis
Paul Maryllis, né Paul Biers le 12 mars 1867 à Villeneuve-sur-Lot et mort le 28 février 1929 à Saint-Maur-des-Fossés, est un poète, historien et naturaliste français.

## Biographie
Paul Biers est né à Villeneuve-sur-Lot le 12 mars 1867. Il est aussi connu sous son nom de plume de Paul Maryllis. 

### Activités politiques
Il commence sa carrière dans le monde politique, comme secrétaire particulier de Georges Leygues, de mai 1894 à novembre 1895. Il tente en vain de se faire élire comme député. Il s'établit à Paris, où il contribue à la création de La Prune, le journal de la société amicale des Lot-et-Garonnais de Paris.

### Carrière littéraire
Paul Maryllis se fait connaître par son œuvre littéraire, comme poète et historien. Il s'intéresse aux légendes du Lot-et-Garonne. En 1894, il publie La Citerne de Magnac, légende locale (Delbergé). En poésie, il publie plusieurs recueils : Fleurs gasconnes en 1895,  et Rives d'Olt en 1902. En 1903, il fait paraître un conte, Le Peceto blanco, extrait de Li Soulciado, qui reçoit le titre de livre d'or des Félibres de Paris. Il s'essaye également au théâtre, avec un farce moliéresque, Les Médecins (1903).
En 1898 il est critique pour la revue L'Œuvre d'Art.

### Production scientifique
Paul Biers s'intéresse aux sciences du vivant. Il intègre le laboratoire de cryptogamie au Muséum de Paris. 
Dès 1899, il publie Les Harmonies naturelles. En 1907-1909, il publie Nos papillons, nos scarabées, nos insectes (Paris, Laveur), puis, en 1912, Les Vacances du petit naturaliste à travers le monde des plantes, la chasse aux papillons, le collectionneur d'insectes, les vacances à la mer (Hachette). 
Il prend part, à partir de 1922, au développement de la cryptogamie à la station de biologie marine de Saint-Servan. 
Il est le premier cryptogamiste à reconnaitre, en 1928, l'intérêt de Jean-Jacques Rousseau pour les mousses,.
Il se penche également sur l'histoire du Jardin des plantes, sur les grands botanistes voyageurs et explorateurs du début du XIXe siècle, comme Bory de Saint-Vincent ou Durieu de Maisonneuve.

### Fin de vie
Il décède en 1929.

## Publications
- La Citerne de Magnac, légende locale, Villeneuve- sur-Lot, imprim. Delbergé, 1894.
- Fleurs gasconnes, poésies, Paris, Ollendorir, 1895.
- Les Harmonies naturelles, Paris, Rudeval, 1899.
- Les Paysages de France, La Cigale, 1900[11].
- Rives d'Olt, poésies, Bordeaux, Durand, 1902.
- Les Médecins, farce moliéresque en un acte, Paris, 1903.
- Le Vieux Buveur, poésie, avec une eau-forte d'André Crochepierre, Paris, 1904.
- La Tour hantée, légende gasconne, ill. de A. Calbet, Paris, J. Loubat, 1905.
- La Messe de saint Sccaire, ill. de G- Barlangue, Paris, J. Loubat, 1906.
- Nos papillons, nos scarabées, nos insectes, Paris, Laveur, 1907-1909.